# 若望二世
教宗若望二世（拉丁語：Ioannes PP. II；？—535年5月8日）原名墨丘利烏斯（拉丁語：Mercurius），533年1月2日－535年5月8日在位。他是第一位使用名號的教宗。

## 譯名列表
- 若望二世：天主教香港教區禮儀委員會：禧年專頁 （页面存档备份，存于）、香港天主教教區檔案　歷任教宗、《大英簡明百科知識庫》2005年版、國立編譯舘 （页面存档备份，存于） 作若望。
- 约翰二世：《世界人名翻譯大辭典》1993年版作約翰。